# Championnat du Mali de football 2006
Navigation
Saison précédente Saison suivante
La saison 2006 du Championnat du Mali de football était la 39e édition de la première division malienne à poule unique, la Première Division. Les quatorze meilleurs clubs maliens sont regroupés au sein d'une poule unique où ils s'affrontent deux fois, à domicile et à l'extérieur. Les deux derniers du classement sont relégués en fin de saison et remplacés par les deux meilleurs clubs de Deuxième division.
C'est le Stade malien, tenant du titre, qui remporte à nouveau la compétition après avoir terminé en tête du classement final, avec deux points d'avance sur le Djoliba AC et douze sur le Cercle olympique de Bamako. C'est le quatorzième titre de champion du Mali de l'histoire du club, qui réussit même le doublé en s'imposant en finale de la Coupe du Mali face à l'AS Bamako.

## Les clubs participants
| - Djoliba AC - AS Real Bamako - Cercle olympique de Bamako - USFAS Bamako - Centre Salif Keita - AS Commune II - AS Biton | - Stade malien - AS Tata National - AS Sigui Kayes - Stade malien de Sikasso - Promu de Deuxième division - AS Bakaridjan - Promu de Deuxième division - AS Nianan - AS Bamako |

## Compétition

### Classement
Le barème de points servant à établir le classement se décompose ainsi :
- Victoire : 3 points
- Match nul : 1 point
- Défaite : 0 point

| Rang | Équipe                     | Pts | J  | G  | N | P  | Bp | Bc | Diff |
| ---- | -------------------------- | --- | -- | -- | - | -- | -- | -- | ---- |
| 1    | Stade malien'T'C           | 62  | 26 | 19 | 5 | 2  | 54 | 18 | +36  |
| 2    | Djoliba AC                 | 60  | 26 | 18 | 6 | 2  | 62 | 21 | +41  |
| 3    | Cercle olympique de Bamako | 50  | 26 | 15 | 5 | 6  | 32 | 20 | +12  |
| 4    | Centre Salif Keita         | 47  | 26 | 14 | 5 | 7  | 41 | 19 | +22  |
| 5    | AS Bamako                  | 37  | 26 | 10 | 7 | 9  | 33 | 25 | +8   |
| 6    | USFAS Bamako               | 37  | 26 | 10 | 9 | 7  | 24 | 26 | -2   |
| 7    | AS Real Bamako             | 36  | 26 | 10 | 6 | 10 | 38 | 34 | +4   |
| 8    | AS Commune II              | 35  | 26 | 9  | 8 | 9  | 33 | 36 | -3   |
| 9    | AS Nianan                  | 28  | 26 | 7  | 7 | 12 | 26 | 33 | -7   |
| 10   | AS Sigui Kayes             | 26  | 26 | 6  | 8 | 12 | 14 | 30 | -16  |
| 11   | Stade malien de SikassoP   | 26  | 26 | 7  | 5 | 14 | 17 | 35 | -18  |
| 12   | AS Bakaridjan              | 21  | 26 | 4  | 9 | 13 | 18 | 34 | -16  |
| 13   | AS Tata National           | 21  | 26 | 4  | 9 | 13 | 11 | 30 | -19  |
| 14   | AS Biton                   | 13  | 26 | 3  | 4 | 19 | 19 | 61 | -42  |

|  | Qualification pour la Ligue des champions de la CAF 2007                             |
|  | Qualification pour la Coupe de la confédération 2007                                 |
|  | Relégation en Deuxième division                                                      |
|  | T : Tenant du titre C : Vainqueur de la Coupe du Mali P : Promu de Deuxième division |

## Bilan de la saison
| Championnat du Mali de football 2006 |                          |
| Champion                             | Stade malien (14e titre) |
| Coupes et trophées                   |                          |
| Vainqueur de la Coupe du Mali 2006   | Stade malien             |
| Qualifications continentales         |                          |
| Ligue des champions de la CAF 2007   | Stade malien             |
| Coupe de la confédération 2007       | AS Bamako                |
| Promotions et relégations            |                          |
| Promus en Division 1                 | AS Korofina              |
| Promus en Division 1                 | CS Duguwolofila          |
| Relégués en Division 2               | AS Tata National         |
| Relégués en Division 2               | AS Biton                 |